# RGB
RGB (од енглеског Red, Green, Blue, у преводу „црвена, зелена, плава”) је адитивни модел боја код којег се сабирањем три основне боје на различите начине добијају све остале боје.

## Начин добијања боја
Да би се добила нека боја, она се описује кроз збир три вредности: део црвене, део зелене и део плаве боје. Сваки део боје варира између 0% и 100% те боје, а то се на рачунарима представља вредностима између 0 и 255 (један бајт).
На пример златна боја се представља следећим вредностима: црвена 255, зелена 215, плава 0. Пошто се увек користи исти редослед боја може се скраћено писати и (255, 215, 0), односно у хексадецималном запису још једноставније FFD700.
| златна боја |

Мешањем 100% све три боје се добија бела боја, а са 0% сваке од боја се добија црна боја.

## Шематски приказ
Простор РГБ боја се може шематски представити у облику коцке
Боја из примера у трећој коцки је добијена следећим вредностима: црвена 80, зелена 200, плава 130.
| боја из примера |

## Једноставна мешања боја
Једноставним присуством (100%) или одсуством (0%) једне од три основне боје (црвена, зелена, плава) може се добити следећих осам боја, као и на слици на врху: 
| српски назив | енглески назив | пример | хексадецимална тројка |     |     |     |
| ------------ | -------------- | ------ | --------------------- | --- | --- | --- |
| Црна         |                |        | #                     | 0   | 0   | 0   |
| Бела         |                |        | #                     | 255 | 255 | 255 |
| Црвена       |                |        | #                     | 255 | 0   | 0   |
| Зелена       |                |        | #                     | 0   | 255 | 0   |
| Плава        |                |        | #                     | 0   | 0   | 255 |
| Жута         |                |        | #                     | 255 | 255 | 0   |
| Циклама      |                |        | #                     | 255 | 0   | 255 |
| Цијан        |                |        | #                     | 0   | 255 | 255 |